# Astragalus zaraensis
Astragalus zaraensis är en ärtväxtart som beskrevs av Dieter Podlech. Astragalus zaraensis ingår i släktet vedlar, och familjen ärtväxter. Inga underarter finns listade i Catalogue of Life.